# Liste des ministres italiens des Relations avec le Parlement
Cet article dresse la liste des ministres italiens des Relations avec le Parlement depuis la création du poste en 1954.
Le ministre actuel est Luca Ciriani, nommé le 22 octobre 2022 par le président de la République Sergio Mattarella, sur proposition de la présidente du Conseil des ministres Giorgia Meloni.

## Liste des ministres
| Ministre (Naissance–Décès)                                                          | Ministre (Naissance–Décès)             | Mandat                                                       | Parti | Parti       | Gouvernement      |
| ----------------------------------------------------------------------------------- | -------------------------------------- | ------------------------------------------------------------ | ----- | ----------- | ----------------- |
|                                                                                     | Raffaele De Caro (1883–1961)           | 10 février 1954 – 19 mai 1957 3 ans, 3 mois et 9 jours       |       | PLI         | Scelba            |
| Segni I                                                                             | Raffaele De Caro (1883–1961)           | 10 février 1954 – 19 mai 1957 3 ans, 3 mois et 9 jours       |       | PLI         |                   |
|                                                                                     | Rinaldo Del Bo (1916–1991)             | 19 mai 1957 – 16 février 1959 1 an, 8 mois et 28 jours       |       | DC          | Zoli              |
| Fanfani II                                                                          | Rinaldo Del Bo (1916–1991)             | 19 mai 1957 – 16 février 1959 1 an, 8 mois et 28 jours       |       | DC          |                   |
|                                                                                     | Giuseppe Bettiol (1907–1982)           | 16 février 1959 – 25 mars 1960 1 an, 1 mois et 9 jours       |       | DC          | Segni II          |
|                                                                                     | Armando Angelini (1891–1968)           | 25 mars 1960 – 26 juillet 1960 4 mois et 1 jour              |       | DC          | Tambroni          |
|                                                                                     | Giuseppe Codacci Pisanelli (1913–1988) | 26 juillet 1960 – 4 décembre 1963 3 ans, 4 mois et 8 jours   |       | DC          | Fanfani III·IV    |
| Leone I                                                                             | Giuseppe Codacci Pisanelli (1913–1988) | 26 juillet 1960 – 4 décembre 1963 3 ans, 4 mois et 8 jours   |       | DC          |                   |
|                                                                                     | Umberto Delle Fave (1912–1986)         | 4 décembre 1963 – 22 juillet 1964 7 mois et 18 jours         |       | DC          | Moro I            |
|                                                                                     | Giovanni Battista Scaglia (1910–2006)  | 22 juillet 1964 – 24 juin 1968 3 ans, 11 mois et 2 jours     |       | DC          | Moro II·III       |
|                                                                                     | Crescenzo Mazza (1910–1990)            | 24 juin 1968 – 24 mars 1969 9 mois                           |       | DC          | Leone II          |
| Rumor I                                                                             | Crescenzo Mazza (1910–1990)            | 24 juin 1968 – 24 mars 1969 9 mois                           |       | DC          |                   |
|                                                                                     | Carlo Russo (1920–2007)                | 24 mars 1969 – 27 mars 1970 1 an et 3 jours                  |       | DC          | Rumor I·II        |
|                                                                                     | Mario Ferrari Aggradi (1916–1997)      | 27 mars 1970 – 6 août 1970 4 mois et 10 jours                |       | DC          | Rumor III         |
|                                                                                     | Carlo Russo (1920–2007)                | 6 août 1970 – 26 juin 1972 1 an, 10 mois et 20 jours         |       | DC          | Colombo           |
| Andreotti I                                                                         | Carlo Russo (1920–2007)                | 6 août 1970 – 26 juin 1972 1 an, 10 mois et 20 jours         |       | DC          |                   |
|                                                                                     | Giorgio Bergamasco (1904–1990)         | 26 juin 1972 – 7 juillet 1973 1 an et 11 jours               |       | PLI         | Andreotti II      |
|                                                                                     | Giovanni Gioia (1925–1981)             | 7 juillet 1973 – 23 novembre 1974 1 an, 4 mois et 16 jours   |       | DC          | Rumor IV·V        |
| Poste non-pourvu                                                                    |                                        |                                                              |       |             |                   |
|                                                                                     | Adolfo Sarti (1928–1992)               | 4 août 1979 – 14 janvier 1980 5 mois et 10 jours             |       | DC          | Cossiga I         |
|                                                                                     | Clelio Darida (1927–2017)              | 14 janvier 1980 – 4 avril 1980 2 mois et 21 jours            |       | DC          | Cossiga I         |
|                                                                                     | Remo Gaspari (1921–2011)               | 4 avril 1980 – 18 octobre 1980 6 mois et 14 jours            |       | DC          | Cossiga II        |
|                                                                                     | Antonio Gava (1930–2008)               | 18 octobre 1980 – 28 juin 1981 8 mois et 10 jours            |       | DC          | Forlani           |
|                                                                                     | Luciano Radi (1922–2014)               | 28 juin 1981 – 1er décembre 1982 1 an, 5 mois et 3 jours     |       | DC          | Spadolini I·II    |
|                                                                                     | Lucio Abis (1926–2014)                 | 1er décembre 1982 – 4 août 1983 8 mois et 3 jours            |       | DC          | Fanfani V         |
|                                                                                     | Oscar Mammì (1926–2017)                | 4 août 1983 – 18 avril 1987 3 ans, 8 mois et 14 jours        |       | PRI         | Craxi I·II        |
|                                                                                     | Gaetano Gifuni (1932–2018)             | 18 avril 1987 – 29 juillet 1987 3 mois et 11 jours           |       | Indépendant | Fanfani VI        |
|                                                                                     | Sergio Mattarella (1941– )             | 29 juillet 1987 – 22 juillet 1989 1 an, 11 mois et 23 jours  |       | DC          | Goria             |
| De Mita                                                                             | Sergio Mattarella (1941– )             | 29 juillet 1987 – 22 juillet 1989 1 an, 11 mois et 23 jours  |       | DC          |                   |
|                                                                                     | Egidio Sterpa (1926–2010)              | 22 juillet 1989 – 28 juin 1992 3 ans, 8 mois et 14 jours     |       | PLI         | Andreotti VI·VII  |
| Poste non-pourvu                                                                    |                                        |                                                              |       |             |                   |
|                                                                                     | Augusto Antonio Barbera (1938– )       | 28 avril 1993 – 4 mai 1993 6 jours                           |       | PDS         | Ciampi            |
|                                                                                     | Paolo Barile (1917–2000)               | 14 mai 1993 – 10 mai 1994 1 an et 6 jours                    |       | Indépendant | Ciampi            |
|                                                                                     | Giuliano Ferrara (1952– )              | 10 mai 1994 – 17 janvier 1995 8 mois et 7 jours              |       | FI          | Berlusconi I      |
|                                                                                     | Guglielmo Negri (1926–2000)            | 17 janvier 1995 – 17 mai 1996 1 an et 4 mois                 |       | Indépendant | Dini              |
| Poste non-pourvu                                                                    |                                        |                                                              |       |             |                   |
|                                                                                     | Giorgio Bogi (1929– )                  | 14 mars 1997 – 21 octobre 1998 1 an, 7 mois et 7 jours       |       | PDS         | Prodi I           |
|                                                                                     | Gian Guido Folloni (1946– )            | 21 octobre 1998 – 22 décembre 1999 1 an, 2 mois et 1 jour    |       | UDR / UDEUR | D'Alema I         |
|                                                                                     | Agazio Loiero (1940– )                 | 22 décembre 1999 – 25 avril 2000 4 mois et 3 jours           |       | UDEUR       | D'Alema II        |
|                                                                                     | Patrizia Toia (1950– )                 | 25 avril 2000 – 11 juin 2001 1 an, 1 mois et 17 jours        |       | PPI         | Amato II          |
|                                                                                     | Carlo Giovanardi (1950– )              | 11 juin 2001 – 17 mai 2006 4 ans, 11 mois et 6 jours         |       | CCD / UdC   | Berlusconi II·III |
|                                                                                     | Vannino Chiti (1947– )                 | 17 mai 2006 – 8 mai 2008 1 an, 11 mois et 21 jours           |       | PDS / PD    | Prodi II          |
|                                                                                     | Elio Vito (1960– )                     | 8 mai 2008 – 16 novembre 2011 3 ans, 6 mois et 8 jours       |       | PDL         | Berlusconi IV     |
|                                                                                     | Dino Piero Giarda (1936– )             | 16 novembre 2011 – 28 avril 2013 1 an, 5 mois et 12 jours    |       | Indépendant | Monti             |
|                                                                                     | Dario Franceschini (1958– )            | 28 avril 2013 – 22 février 2014 9 mois et 25 jours           |       | PD          | Letta             |
|                                                                                     | Maria Elena Boschi (1981– )            | 22 février 2014 – 12 décembre 2016 2 ans, 9 mois et 20 jours |       | PD          | Renzi             |
|                                                                                     | Anna Finocchiaro (1955– )              | 12 décembre 2016 – 1er juin 2018 1 an, 5 mois et 20 jours    |       | PD          | Gentiloni         |
|                                                                                     | Riccardo Fraccaro (1981–)              | 1er juin 2018 – 5 septembre 2019 1 an, 3 mois et 4 jours     |       | M5S         | Conte I           |
|                                                                                     | Federico D'Incà (1976–)                | 5 septembre 2019 – 22 octobre 2022 3 ans, 1 mois et 17 jours |       | M5S         | Conte II          |
| Draghi                                                                              | Federico D'Incà (1976–)                | 5 septembre 2019 – 22 octobre 2022 3 ans, 1 mois et 17 jours |       | M5S         |                   |
|                                                                                     | Luca Ciriani (1967–)                   | depuis le 22 octobre 2022 2 ans, 7 mois et 28 jours          |       | Fdl         | Meloni            |
| Titres successifs : - Relations avec le Parlement et Démocratie directe (2018-2019) |                                        |                                                              |       |             |                   |